# ترین هالتویک
ترین هالتویک (انگلیسی: Trine Haltvik؛ زادهٔ ۲۳ مارس ۱۹۶۵) بازیکن هندبال اهل نروژ است.